# Friedhart Vogel
Friedhart Vogel (* 1. März 1941 in Görlitz) ist ein deutscher evangelischer Geistlicher.

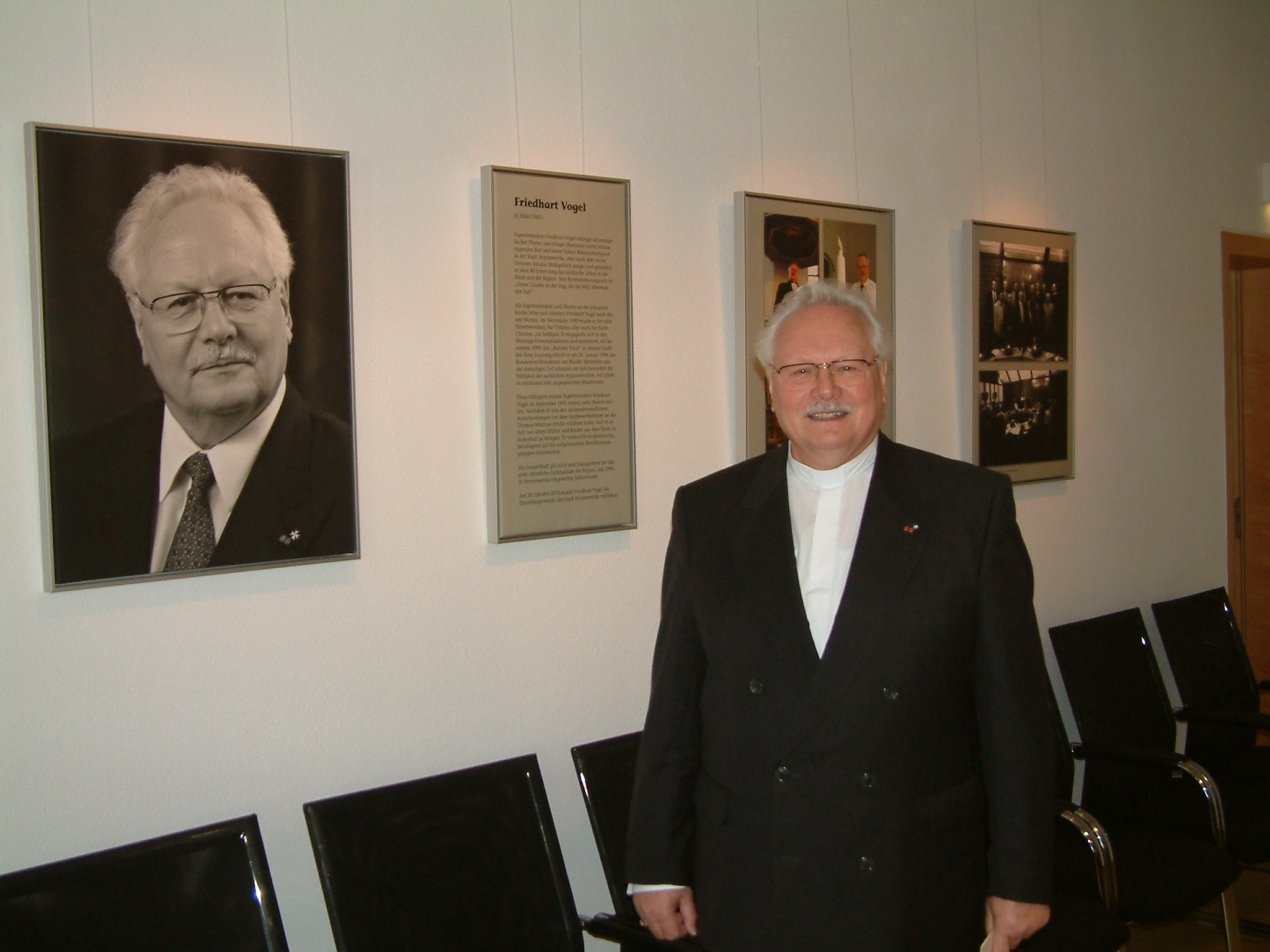
Friedhart Vogel vor seinem Konterfei im Sitzungssaal des historischen Rathauses (30. Oktober 2010)

## Werdegang
Vogel kam in Görlitz zur Welt. Er legte 1961 am Kirchlichen Oberseminar Hermannswerder das Abitur ab und studierte anschließend an der Universität Greifswald Theologie. Im September 1970 wurde er ordiniert. Ab 1985 wirkte er als Superintendent des Kirchenkreises Hoyerswerda.
Eine besondere Rolle kam ihm während der Wendezeit zu. Er fungierte am Runden Tisch des Kreises Hoyerswerda im Martin-Luther-King-Haus Hoyerswerda als Moderator. Nachdem er von den ausländerfeindlichen Ausschreitungen in Hoyerswerda vor dem Asylbewerberheim an der Thomas-Müntzer-Straße erfahren hatte, begab er sich sofort an den Ort des Geschehens. Er half, vor allem Mütter und Kinder aus dem Heim in Sicherheit zu bringen und vermochte es gleichzeitig, beruhigend auf die aufgebrachten Bevölkerungsgruppen einzuwirken. Im gleichen Jahr war er Vorsitzender der Gründungsversammlung der Sächsischen Landesanstalt für privaten Rundfunk und neue Medien (SLM) und ab 1996 Mitglied des Medienrates.
Seit 1992 engagiert sich Vogel für das erste evangelische Gymnasium der Region, die Christliche Schule Johanneum Hoyerswerda.

## Ehrungen
Vogel wurde 1996 mit dem Bundesverdienstkreuz am Bande ausgezeichnet und durfte sich als erster Hoyerswerdaer in das neue Goldene Buch der Stadt Hoyerswerda eintragen. Anlässlich des 40. Jahrestages seiner Ordination wurde er am 30. Oktober 2010 für sein Lebenswerk zum neunten Ehrenbürger von Hoyerswerda ernannt.